# Stolen Goods (film 1924)
Stolen Goods è un cortometraggio muto del 1924 diretto da Leo McCarey con protagonista Charley Chase.
Il film fu distribuito il 29 giugno 1924.